# 最強合体 ミックスマスター
『最強合体 ミックスマスター』（さいきょうがったい ミックスマスター、최강합체 믹스마스터、MIX MASTER Final Force) は、2010年5月26日から2011年3月16日までKBS 2TVで放送されていた韓国のテレビアニメ作品である。「カード王 ミックスマスター」の続編。

## 概要
「カード王 ミックスマスター」の直接的な続編。しかし、前作に出た大半のキャラはレギュラーキャラ含めて登場せず、登場キャラは大きく一新されている。また、前作にあったカードゲームの要素は無くなっている。
前作は日本も制作に関わっていたが、今作は完全韓国制作になっており、スタッフが大きく異なる。

## 登場人物

### 主要キャラクター
ディト（디트）
声 - アン・ギョンジン
前作に引き続き本作の主人公でありミックスマスター。しかし、以前ミックスマスターだった記憶を失っている。
アリン（아링）
声 - ユン・ミナ
ディトのクラスメイト。ミックスマスターの一人。
レイ（레이）
声 - カン・スジン
ディトのクラスメイト。ミックスマスターの一人。
モリン（모린）
声 - パク・ヒウン
ディトのクラスメイト。ミックスマスターの一人。
チチ（치치）
声 - オ・インシル
ディトのマスターメイト。ミックスシューターの力によってダイノキングに変身する。
エンエン（앵앵）
声 - ユ・ジウォン
アリンのマスターメイト。ミックスシューターの力によってゴールドホークに変身する。
ミル（미르）
声 - イ・ヒョンジュ
レイのマスターメイト。ミックスシューターの力によってレオガンに変身する。
ニノム（니놈）
声 - サ・ソンウン
モリンのマスターメイト。ミックスシューターの力によってウルトラホーンに変身する。

### 敵キャラクター
エバ（에바）
声 - ユ・ジウォン
バーベル（바벨）
声 - イ・グァンス
赤い騎士（붉은기사）
声 - ナム・ドヒョン
青いキツネ（푸른여우）
声 - パク・ヒウン
ルート（루트）

## スタッフ
- 製作：カン・ハンヨン、カン・ムンジュ
- 企画：パク・ドファン、ムン・ボンギ、イ・グニ
- 監督：クォン・オヒョン
- キャラクターデザイン：イ・ジョンホ、チョン・ジンヒョン、ウィ・ヒョンス、イ・ウンジョン
- メカニックデザイン：ソン・チョル、チョン・チョルウ
- プロップデザイン：チェ・ウォニ、チョン・ヘソン
- 総作画監督：チェ・ジョンギ、チョ・ウンジュ
- アートディレクター：イ・ヨンウン
- アートデザイン：スタジオカゲ
- キー背景デザイン：キム・キョンジャ、イ・ユンホ
- 背景デザイン：ソン・ミニ、ク・ミョンシン、チャ・ヒョンジュン、キル・ジンチョル
- 色彩設計：イ・ミナ
- 撮影監督：クォン・オジュン
- 3D演出：イ・ソクボム
- 編集：ソ・ジェウ
- 録音演出：パク・ジウォン（プロワークス）
- 音楽：ユ・ジェグァン
- プロデューサー：イ・スンジュ、キム・ミギョン
- アニメーション制作：アクシス、スタジオラオン
- 製作協力：韓国輸出保険公社、文化輸出保険
- 製作：ストーンブリッジキャピタル、ソビク創業投資、SUNWOO ENTERTAINMENT、SUNWOO ASIA-PACIFIC

## 主題歌
オープニングテーマ「Mix Up」
作詞：ソン・ジヒョン、歌：UV
エンディングテーマ「幸運を祈ってくれて」
作詞：キム・ミギョン、作曲：ユ・ジェグァン、歌：アン・ジョンア

## 各話リスト
| 話数     | サブタイトル | 脚本                            | コンテ           | 演出                          | 作画監督                                 |
| -------- | --- | ------------------------------- | ---------------- | ----------------------------- | ---------------------------------------- |
| ガイド1  | 어쩌다 마스터헨치를 만나면 망설이지 말고 믹스마스터가 되어라! （偶然マスターヘンチに出会ったら迷わずミックスマスターになれ!）                                                   | チャン・ギョンヒ                | ソン・ペクヨプ   | チャン・ヒョングン            | パク・ジョンジュン                       |
| ガイド2  | 믹스마스터 한다고 할 걸 후회 말고, 하고 싶다고 솔직하게 마스터헨치에게 얘기해라! （ミックスマスターをやると言えばよかったのに後悔するな,やりたいと素直にマスターヘンチに話せ!） | イ・チュンボク                  | イ・チュンボク   | ソ・ソクヒ                    | パク・ジョンジュン                       |
| ガイド3  | 몬치의 끈끈이보다 끈끈한 우정의 힘으로 믹스합체를 성공시켜라! （モンチの粘り気より粘っこい友情でミックス合体を成功させろ!）                                                     | キム・ヒョンジュ                | イ・ジョンギョン | キム・ジョンヨン              | チャ・サンフン                           |
| ガイド4  | 탱크라이온의 엄청난 속도로 괴로운 기억마저 넘어서라! （タンクライオンの途方もない速度で辛い記憶まで越えろ!）                                                                    | チャン・ギョンヒ                | パン・スンジン   | イ・ジョンギョン              | リュ・ドンギュン チョン・ミヨン          |
| ガイド5  | 눈물 젖은 김밥을 배달해본 자만이 탑마스터가 될 수 있다! （涙に濡れたキムパプを配達した者だけがタップマスターになることが出来る!）                                               |                                 |                  |                               |                                          |
| ガイド6  | 믹스마스터! 악당을 약올리려면 마스터헨치랑 같이 있을 때 해라! （ミックスマスター!悪党を怒らせようとするならマスターヘンチと一緒にいる時しろ!）                                  | イ・チュンボク                  | イ・チュンボク   | チャン・ヒョングン            | オ・ウンス                               |
| ガイド7  | 믹스마스터의 가족과 친구들이 이상해지면 악당의 소행은 아닌지 의심해라! （ミックスマスターの家族と友人達が変になれば悪党の仕業ではないか疑え!）                                  | チャン・ギョンヒ                | ソン・ペクヨプ   | ウ・サンウォン                | イ・ミンベ                               |
| ガイド8  | 문 열기 1박 2일이면 슈퍼울트라믹스를 성공시킬 수 있다! （門を開け1泊2日すればスーパーウルトラミックスを成功する事が出来る!）                                                    | キム・ヒヨン                    | パン・スンジン   | ソ・ソクヒ                    | キム・ヨンジュ オ・ウンス チョ・ウンジュ |
| ガイド9  | 악당이 된 데는 다 이유가 있겠지만 나쁜 짓을 계속하면 히포그리프로 저지하라! （悪党になったのには皆理由があるだろうが悪い事を続けるならヒポグリフで阻止しろ!）                   | キム・ヒョンジュ                | ソン・ペクヨプ   | キム・ジョンヨン              | チャ・サンフン リュ・ドンギュン          |
| ガイド10 | 세상을 구하는 영웅, 믹스마스터들도 가끔은 돈이 필요하다! （世の中を救う英雄,ミックスマスターたちも時にはお金が必要だ!）                                                         | キム・ヒヨン                    | ホン・ホンピョ   | イム・ムニョン                | ソ・ジョンハ キム・ソンボム              |
| ガイド11 | 믹스마스터라면, 한번쯤은 출구 없는 미로를 헤맬 수 있다! （ミックスマスターならば,一度くらいは出口なき迷路を迷う事が出来る!）                                                    | キム・ヒョンジュ                | ホン・ホンピョ   | キム・ジョンヨン              | チャ・サンフン                           |
| ガイド12 | 친구가 돌이 되어도 솟아날 구멍은 있다! （友が石になっても出てくる穴はある!） | チャン・ギョンヒ                | ソン・ペクヨプ   | キム・ソンボム イム・ムニョン | キム・ソンボム                           |
| ガイド13 | 최강의 마스터헨치는 한번 정한 자신의 마스터를 끝까지 지킨다! （最強のマスターヘンチは一度決めた自分のマスターを最後まで守る!）                                                  | クォン・オヒョン                | パン・スンジン   | チャン・ヒョングン            | オ・ウンス                               |
| ガイド14 | 믹스마스터도 싸우면서 큰다! 단 화해는 필수~! （ミックスマスターも戦いながら大きくなる!ただ和解は必須!）                                                                         | クォン・オヒョン ソン・ジヒョン | イ・ジョンギョン | ユ・ボンヒョン                | チョン・ミヨン リュ・ドンギュン          |
| ガイド15 | 믹스마스터는 평화의 시기에도 불의를 보면 참지 않는다! （ミックスマスターは平和の時期にも不正を見れば堪えられない!）                                                             | クォン・オヒョン キム・ヒヨン   | コ・ソンチョル   | ウ・サンウォン                | イ・ジョンジョン キム・ガンユン          |
| ガイド16 | 친구인지, 악당인지... 어쨌든 블랙믹스마스터 등장! （友なのか,悪党なのか...ともかくブラックミックスマスター登場!）                                                               | キム・ヒョンジュ                | キム・ギドゥ     | キム・ギナム                  | ハ・ヒョンジョ キム・ヨンジュ            |
| ガイド17 | 엄마가 믹스! 합체! 전투방법까지 가르쳐줄 수는 없다! （ママがミックス!合体!戦闘方法まで教える事は出来ない!）                                                                     | チャン・ギョンヒ                | イ・ジョンギョン | キム・ジョンヨン              | チョン・ミヨン チャ・サンフン            |
| ガイド18 | 밸런타인데이에는 블랙믹스마스터도 사랑과 우정으로 감싸주자! （バレンタインデーにはブラックミックスマスターも愛と友情で包もう!）                                                 | イ・チュンボク                  | パン・スンジン   | ハン・ヨンフン                | イム・ヒョギョン イム・ジンウク          |
| ガイド19 | 붉은 기사를 비웃던 푸른 여우도 인간세계에 적응하려면 힘들다! （赤い騎士を嘲笑った青いキツネも人間世界に適応しようとするなら大変だ!）                                            | イ・チュンボク                  | イ・チュンボク   | ソ・ソクヒ                    | パク・ジョンジュン                       |
| ガイド20 | 디트를 봐! 잘생기지 않아도 믹스마스터를 한다고! （ディトを見て!ハンサムじゃなくともミックスマスターをやれると!）                                                                | チャン・ギョンヒ                | イ・ジョンギョン | イ・ジョンギョン              | チャ・サンフン イム・ジンウク            |

## 放送局
| 放送地域 | 放送局  | 放送期間                   | 放送日時                |
| -------- | ------- | -------------------------- | ----------------------- |
| 韓国全域 | KBS 2TV | 2010年5月26日-6月30日      | 水曜日15時05分-15時35分 |
| 韓国全域 | KBS 2TV | 2010年7月7日-2011年3月16日 | 水曜日16時30分-17時00分 |